# Iermólino (Kaluga)
Iermólino - Ермолино (rus) és una ciutat de l'óblast de Kaluga, a Rússia. Es troba a la vora del Protva, un afluent de l'Okà. És a 77 km al nord de Kaluga i a 89 km al nord-oest de Moscou.

## Història
L'antic poble de Iermólino es desenvolupà com un centre industrial després de l'establiment el 1880 d'una fàbrica de cotó. A finals del segle xix la companyia tenia ja 500 treballadors. Després de la Revolució d'Octubre de 1917 fou nacionalitzada. Iermólino continuà creixent i rebé el 1928 l'estatus de possiólok (poble). Durant la Segona Guerra Mundial fou ocupada per l'exèrcit alemany des de l'octubre del 1941 al gener del 1942. La fàbrica tèxtil destruïda fou reconstruïda el 1946 després de la guerra.
El 28 de desembre del 2004 aconseguí l'estatus de ciutat.